# Saint-Germain-sous-Cailly

Saint-Germain-sous-Cailly este o comună în departamentul Seine-Maritime, Franța. În 1 ianuarie 2022 avea o populație de 310 de locuitori.